# ヘルト萼状シナプス
ヘルト萼状シナプス（ヘルトがくじょうシナプス、英語読み：ヘルドがくじょうシナプス、英：Calyx of Held）とは、蝸牛神経核から対側の台形体核主細胞に対して形成されるシナプスである。音情報の高い時間精度での伝播のため、形態的にも機能的にも特殊なシナプスである。ハンス・ヘルトが報告したことからその名を冠して呼称される。
その大きさの故にシナプス前終末に直接パッチクランプ記録ができるため、生理学的な実験に広く用いられる。